# منورتپه (اسدآباد)
منورتپه یک روستا در ایران است که در دهستان پیرسلیمان واقع شده‌است. منورتپه ۲۶۰ نفر جمعیت دارد.